# Johann Christian Hirt

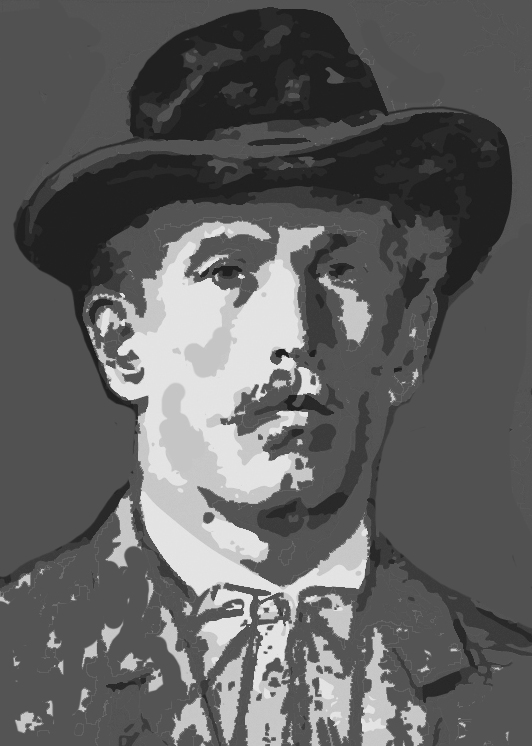
Johann Christiann Hirt, Selbstbildnis (Nachzeichnung)

Johann Christian Hirt (* 4. März 1836 in Fürth; † 19. August 1897 in München) war ein deutscher Bildhauer des Stilpluralismus des 19. Jahrhunderts.

## Leben und Wirken
Johann Christian Hirt wurde als Kind des Kammfabrikanten Karl Hirt und dessen Ehefrau Barbara in der Schirmstraße 5 in Fürth geboren. Am 13. März wurde er von Pfarrer Friedrich Theodor Lehmus in der Kirche St. Michael (Fürth) getauft und von Pfarrer Friedrich Karl Seiffert 1849 konfirmiert.
Schon in der Schulzeit erregte sein zeichnerisches Talent Aufmerksamkeit und so wurde er mit einigen Auszeichnungsprämien belohnt. Auf Veranlassung des Vaters begann er eine Lehre als Kunstdrechsler bei einem nahen Verwandten. Seine Elfenbeinschnitzereien erfreuten sich großer Beliebtheit und mit einem Becher errang er auf einer Pariser Ausstellung sein erstes Ehrendiplom. Durch diese Anerkennung ermuntert, trat er 1855 in die Münchner Akademie der Bildenden Künste ein. Hier widmete er sich besonders der antiken Plastik, erlangte weitere Medaillen 1858 und 1860 und wurde recht bald mit größeren Aufträgen bedacht. J. C. Hirt heiratete am 28. Juli 1862 in der Kirche St. Michael in Fürth die zwanzigjährige Anverwandte Anna Johanna Hirt, die Tochter des Fürther Landproduktenhändlers Eduard Hirt. Der Trau-Pfarrer war dabei Pfarrer Friedrich Karl Seiffert, der den Bräutigam schon konfirmiert hatte. 1864 siedelte das Paar endgültig nach München über und Hirt richtete sich dort ein Atelier ein. 

Hirt war Schüler von Max von Widnmann und wurde wie sein Lehrer Professor an der königlichen Akademie der Künste
Bei der bayerischen Landes-Industrieausstellung in Nürnberg hat er eine goldene Medaille erhalten, er wurde Ehrenmitglied der königlichen Akademie der Künste und erhielt aus Anlass des Neujahrsfestes 1897 von Prinzregent Luitpold den Verdienstorden vom hl. Michael. Er schuf viele Arbeiten für die Schlösser Linderhof, Herrenchiemsee und Neuschwanstein aus der deutschen Heldensaga, aus deutschen Märchen und der griechischen Mythologie. Reichtümer konnte sich Hirt dennoch nicht erwerben und so kam der gesamte künstlerische Nachlass nach seinem Tode zur Versteigerung. Im Vorwort des Versteigerungskataloges heißt es:

„Hirt war ein schlichter Künstler, der nur seiner Kunst und seiner Familie lebte; er vermochte es nicht, sich persönlich hervorzutun, oft zum großen Schaden seiner pekuniären Interessen.“
Johann Hirt starb am 19. August 1897 im Alter von 61 Jahren in München.

## Grabstätte

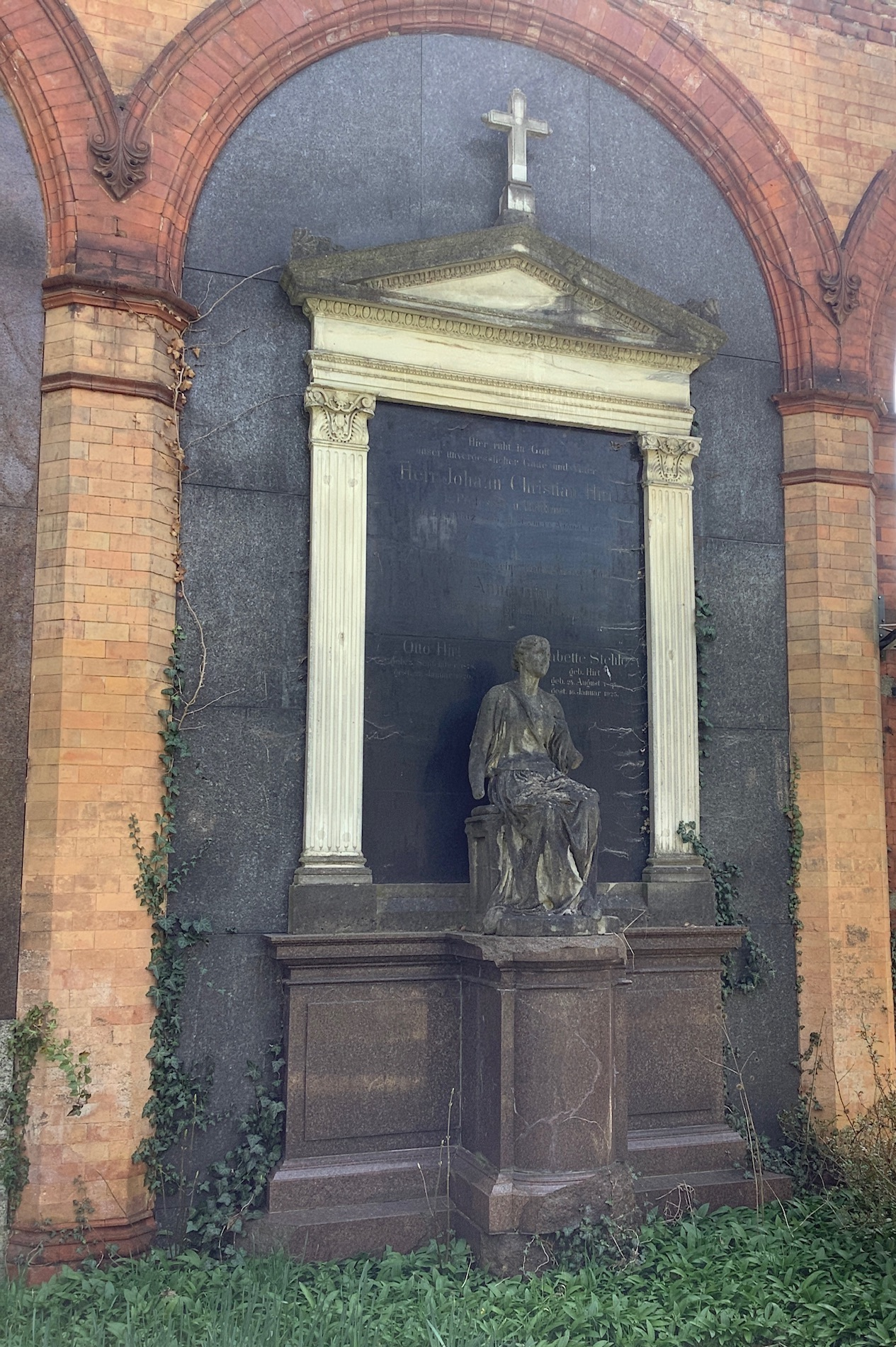
Grab von Johann Hirt auf dem Alten Südlichen Friedhof in München

Die Grabstätte von Johann Hirt befindet sich auf dem Alten Südlichen Friedhof in München (Neu Arkaden Platz 86 bei Gräberfeld 40) Standort.
Die Grabfigur – der personifizierte Friede – stammt von Hirt selbst und ist im Nachlassverzeichnis unter der Nr. 17 aufgeführt. In dem Grab liegen auch Hirts Ehefrau Anna Hirt (* 18. März 1842; † 6. Dezember 1913), sowie die Kinder Otto Hirt (* 5. September 1878; † 27. Januar 1920) und Babette Stehle geb. Hirt (* 24. August 1865; † 16. Januar 1925).

## Werke
Johann Christian Hirt war ein Kind des Stilpluralismus des 19. Jahrhunderts und suchte seine Identität zwischen Klassizismus, Romantik, Nazarenertum, Naturalismus, Realismus und Historismus. Sein Schaffensraum reichte von Grabnischen über öffentliche Gebäude, Brücken, Brunnen, Museen und Schlösser bis zum „Museum für den Hausgebrauch“. Die Kleinplastiken in Bronze und Silberguss fanden ihr Publikum als Dekorationskunst der kleinbürgerlichen Wohnkultur. Die Großskulpturen wurden auf Ausstellungen mehrfach ausgezeichnet.

- Quellen-Nymphe (von den Kunstvereinen in München und Fürth angekauft)
- Eurydike, ein lebensgroßes Gipsmodell (für die internationale Kunstausstellung München 1879)
- Eurydike, Verwirklichung des Modells in Carreramarmor 1881 in Köln
- die gefesselte Andromeda (heute in Bukarest)
- Arethusa (vor dem 2. Weltkrieg in der Münchner Glyptothek)
- Kentaur und Nymphe (von Prinzregent Luitpold erworben)
- die vier Erdteile (für Schloss Herrenchiemsee)
- die Christusstatue in der Kirche St. Michael in Fürth, eines der wenigen Werke Hirts, das in Holz gearbeitet wurde, 1883
- das Kriegerdenkmal für die Gefallenen von 1870/71 am Hallplatz in Fürth, eingeweiht am 19. August 1888.[8][9]